# Султонов, Рустам Рахимович
Рустам Султонов Рахимович (узб. Rustam Sultonov Raximovich) (род. 28 августа 1989 года) — узбекский борец греко-римского стиля, выступающий в весовой категории до 82 кг. Участник чемпионат мира по борьбе 2014 года, участник чемпионат мира 2008 года среди юниоров, бронзовый призёр чемпионата Азии по борьбе 2011 года.

## Спортивные результаты
| Год  | Соревнование                                 | Город               | Весовая категория | Место    |
| ---- | -------------------------------------------- | ------------------- | ----------------- | -------- |
| 2018 | Кубок Узбекистана 2018 года                  | Ташкент, Узбекистан | 97 кг             | 1        |
| 2018 | Чемпионаты Азии по Грэпплинг и Джиу-Джитсу   | Бишкек, Киргизстан  | 97 кг             | участник |
| 2017 | Чемпионат Узбекистана 2017 года              | Ташкент, Узбекистан | 87 кг             | 1        |
| 2016 | Кубок Узбекистана 2016 года                  | Ташкент, Узбекистан | 86 кг             | 1        |
| 2014 | Чемпионат мира по борьбе 2014                | Ташкент, Узбекистан | 84 кг             | участник |
| 2013 | Чемпионат Узбекистана 2013 года              | Ташкент, Узбекистан | 84 кг             | 1        |
| 2011 | Чемпионат мира по борьбе 2011                | Стамбул, Турция     | 84 кг             | участник |
| 2011 | Чемпионат Азии по борьбе 2011                | Ташкент, Узбекистан | 84 кг             | 3        |
| 2011 | Чемпионат Узбекистана 2011 года              | Ташкент, Узбекистан | 74 кг             | 1        |
| 2008 | Чемпионат мира 2008 года среди юниоры        | Стамбул, Турция     | 74 кг             | участник |
| 2008 | Чемпионат Узбекистана 2008 года среди юноши  | Ташкент, Узбекистан | 84 кг             | 1        |
| 2006 | 2006 Asian Cadet Wrestling Championships     | Бангкок, Таиланд    | 69 кг             | участник |
| 2006 | Чемпионат Узбекистана 2006 года среди юношей | Ташкент, Узбекистан | 69 кг             | 1        |